# Драгота
Драгота (болг. Драгота, греч. Δραγωτάς) — воевода, византийский и болгарский боярин середины ХІΙΙ века, который возглавил восстание в Мелнике против власти Никейской империи. По словам Константина Иречека, славянское название села Промахонас — «Драготин», которое до сих пор осталось в болгарском и македонском языках, произошло как раз от боярина Драготы. Болгарский этимологический словарь утверждает, что это имя произошло от прилагательного «драг», что в переводе с болгарского означает «уважаемый».

## Биография
В 1246 Драгота был болгарским губернатором города Сере. В этом году никейский император Иоанн III Дука Ватац пришёл в город и находился в лагере в его окрестностях. Крепостные стены города были снесены царем Калояном, и, по словам византийского историка Георгия Акрополита, был укреплен только акрополь. Жители города, которые не могли вернуться в крепость, из страха вышли перед Иоанном III и признали его власть. Увидев, что никейцы находятся в нижнем городе, и узнав о смерти своего правителя царя Коломана I Асеня, Драгота решил сдать крепость и в ответ получил от Иоанна III пурпурную мантию, обшитую золотом.
Драгота был послан Иоанном III в Мелник, где, пользуясь болезнью главы города Николы Литового, он пропагандировал передачу города Никейской империи. Горожане отправили делегацию Иоанну III, чтобы изложить свои требования. Иоанн III принял их и составил специальную грамоту, с которой он подтвердил их требования. Тогда депутация от штатских и военных князей города приняла его власть.

### Восстание 1255 года
В октябре 1255 года Драгота организовал восстание против Никейской власти. Он возглавил большой военный отряд и укрепил рупельское ущелье. Никейцы победили повстанцев, а в сражении Драготу затоптали лошади, и через три дня он умирает.